# Carved - La zucca assassina
Carved - La zucca assassina è un film del 2024 diretto da Justin Harding e basato sul cortometraggio Carved diretto dallo stesso regista nel 2018.

## Trama
New England, 1993. Un reporter si presenta sotto copertura ad festival annuale di intaglio delle zucche con l'obiettivo di raccogliere informazioni su un disastro accaduto un anno prima. Improvvisamente, una zucca enorme prende vita ed inizia ad uccidere i concorrenti e tutti i presenti all'evento. Alcuni adolescenti, che si ritrovano per caso intrappolato nel villaggio, dovranno unirsi per combattere la mostruosa zucca.

## Distribuzione
Presentato in anteprima il 15 ottobre 2024 allo Screamfest Horror Film Festival, il film è stato distribuito negli Stati Uniti dal 21 ottobre sulla piattaforma streaming di video on-demand Hulu. Nello stesso giorno è stato distribuito nel resto del mondo (Italia compresa) su Disney+.